# Hewitt, Minnesota
Hewitt là một thành phố thuộc quận Todd, tiểu bang Minnesota, Hoa Kỳ. Năm 2010, dân số của thành phố này là 266 người.

## Dân số
- Dân số năm 2000: 267 người.
- Dân số năm 2010: 266 người.